# Dozular
Dozular (armeniska: Դոզուլար, azerbajdzjanska: Birgez) är en ort i Azerbajdzjan.   Den ligger i distriktet Xanlar Rayonu, i den centrala delen av landet, 290 km väster om huvudstaden Baku. Dozular ligger 674 meter över havet och antalet invånare är 518.
Terrängen runt Dozular är kuperad. Runt Dozular är det ganska glesbefolkat, med 43 invånare per kvadratkilometer.. Närmaste större samhälle är Ganja, 19,6 km nordväst om Dozular.
Trakten runt Dozular består till största delen av jordbruksmark.